# 李在德
李在德（朝鲜语：／，1918年2月10日—2019年8月22日），中国朝鲜族抗联女战士，原全国人大常委会办公厅秘书局副局长。

## 生平
1917年12月29日出生于朝鲜平安南道介川郡沓道里一个贫苦农民家庭。1924年夏，随家人迁居黑龙江省萝北县梧桐河西屯。
1932年2月，参加汤原中心县委组织的反日宣传队，后加入共青团。1932年夏，迁至兴安镇七号新屯。1933年10月4日中秋节，母亲金成刚在日军的严刑拷打下英勇就义。1934年2月，参加汤原反日游击队。1936年7月3日转正为党员。1937年8月，调抗联三军留守处及四师被服厂、三十二团。1937年7月中旬，经冯仲云、赵尚志介绍，李在德和于保合在山里举行了集体婚礼。
1938年12月到苏联学习无线电报务。1939年随赵尚志回国，任东北抗联司令部机关党支部副书记、大队指导员及译电员。1940年以“盲目追随赵尚志，反对北满省委”为由，被北满省委开除党籍。1941年7月在抗联二路军二支队东北小部队活动负责电台工作。1945年3月被88旅党委恢复党籍。
1945年12月回国，在吉辽军区、吉林军区电台工作。1948年3月任吉林省妇女委员会委员、延吉朝鲜族干部学校组织科副科长，1948年9月任延边和龙县县委委员、妇联主任。1949年2月南下，任四十七军后方留守处家属学校第一区队副队长。1949年6月任湖北宜昌市妇联筹备处主任。1950年1月调北京，被中组部分配到中央人民政府政务院秘书厅秘书处担任机要秘书、党支部委员，负责管理政务院公章和周恩来总理印章及机要文件。1955 年调全国人大常委会办公厅，任秘书处副科长、幼儿园园长、图书馆主任。1964年当选为第三届全国人大代表。1969年下放“五七干校”。1978年4月出席全国妇女代表大会。1979年恢复全国人大常委会办公厅图书馆主任职务（副局级）。1982年6月任全国人大常委会办公厅秘书局副局长。1982年9月离休。
2019年8月22日下午3时20分在北京逝世。8月26日，金正恩委员长向李在德灵前送花圈，并向故人家属致唁电，对她的去世表示深切哀悼。

## 获得奖章
中国
- 中国人民抗日战争胜利70周年纪念章（2015年）[8]

俄罗斯联邦
- 1941-1945年伟大卫国战争胜利50周年奖章（1995年）
- 1941-1945年伟大卫国战争胜利60周年奖章（2005年）[9]
- 1941-1945年伟大卫国战争胜利65周年奖章（2010年）
- 1941-1945年伟大卫国战争胜利70周年奖章（2015年）[10]

## 作品
- 李在德. . 民族出版社. 2013年4月. ISBN 9787105127023.